# Wiedau (Wümme)
Die Wiedau, im Mittellauf auch Mehlandsbach, im Oberlauf auch Delmser Bach, ist ein 27,4 Kilometer langer linker Nebenfluss der Wümme in Niedersachsen (Deutschland). Sie folgt mit ihren Nebenbächen der Nordwestabdachung der Lüneburger Heide, die allmählich in die sandige zur Stader Geest gehörende Wümmeniederung übergeht.

## Namensherkunft
Das Gewässer erscheint Anfang des 17. Jahrhunderts als Widdawe. Wahrscheinlich setzte sich der Name aus dem altsächsischen Wort widu für „Wald“ und -aue zusammen.

## Verlauf
Den Oberlauf der Wiedau stellt der Mehlandsbach dar, der südlich von Schwalingen, einer Ortschaft der Gemeinde Neuenkirchen, durch den Zusammenfluss mehrerer Bäche entsteht. Im Gebiet der Samtgemeinde Bothel durchfließt die Wiedau eine waldreiche und naturnahe Niederung. Kurz nachdem sie von links die nur wenig kleinere Rodau aufgenommen hat, mündet die Wiedau in Rotenburg in die Wümme. Sie ist mit einer mittleren Wasserführung von gut 3 m³/s deren größter Nebenfluss.

## Zustand
Der Mehlandsbach und die Wiedau selbst haben durchgehend die Gewässergüteklasse II („mäßig belastet“). Der am Oberlauf dem Mehlandsbach von rechts zufließende Grovebach hat auf seiner gesamten Länge die Gewässergüteklasse II–III („kritisch belastet“).

## Fauna und Flora
In der Wiedau leben unter anderem Aale, Bachforellen, Barsche, Hechte und Rotfedern.

## Befahrungsregeln
Zum Schutz, dem Erhalt und der Verbesserung der Fließgewässer als Lebensraum für wild lebende Tiere und Pflanzen erließ der Landkreis Rotenburg (Wümme) 2015 eine Verordnung für sämtliche Fließgewässer. Seitdem ist das Befahren der Wiedau ganzjährig verboten.